# Iracema
Iracema (originalmente, Iracema: Lenda do Ceará) é um romance brasileiro publicado em 1865 e escrito por José de Alencar que faz parte da trilogia indianista do autor. Os outros dois romances pertencentes à trilogia são O Guarani e Ubirajara.

## Etimologia
De acordo com o tupinólogo Eduardo Navarro, "iracema" é um termo nheengatu que significa "enxame" (de irá, "mel, abelha" + sema, "saída"). O autor da obra, José de Alencar, em nota na primeira edição do romance, afirma que o nome tem origem na língua tupi e significa "lábios de mel", alegação que Navarro disputa. É igualmente falsa a etimologia popular que explica o nome como um anagrama da palavra "América".

## Sinopse
Em Iracema, Alencar criou uma explicação poética para as origens de sua terra natal, daí o subtítulo da obra – "Lenda do Ceará". A "virgem dos lábios de mel" tornou-se símbolo do Ceará, e seu filho, Moacir, nascido de seus amores com o colonizador português Martim, representa o primeiro cearense, fruto da união das duas raças. A história é uma representação do que aconteceu com a América na época de colonização europeia.

## Personagens
- Andira: velho guerreiro, irmão de Araquém. Seu nome vem do tupi andyrá, "morcego".[4]
- Caubi: índio tabajara, irmão de Iracema. O nome provém do termo tupi ka'aoby, que significa "mato verde" (de ka'a, "mato" + oby, "verde").[5]
- Iracema: índia da tribo dos tabajaras, filha de Araquém, velho pajé; era uma espécie de vestal (no sentido de ter a sua virgindade consagrada à divindade) por guardar o segredo de jurema (bebida mágica utilizada nos rituais religiosos).
- Martim: guerreiro branco, amigo dos potiguaras, habitantes do litoral, adversários dos tabajaras. Os potiguaras lhe deram o nome de Coatiabo.
- Moacir: filho de Iracema e Martim, o primeiro brasileiro miscigenado. O nome provém do termo tupi moasy, que significa "arrependimento", "inveja". José de Alencar afirma que o nome significa "filho do sofrimento", o que, segundo o tupinólogo Eduardo Navarro, não procede.[4]
- Poti: herói dos potiguaras, amigo (que se considerava irmão) de Martim.
- Irapuã: chefe dos guerreiros Tabajaras; apaixonado por Iracema. O nome "Irapuã" é proveniente do termo tupi eirapu'a, que designa as abelhas meliponídeas abelhas tropicais sem ferrão nativas do Brasil.[1][6]
- Jacaúna: chefe dos guerreiros potiguaras, irmão de Poti.
- Araquém: pajé da tribo tabajara. Pai de Iracema e Caubi.
- Batuirité: o avô de Poti. Chama Martim de "Gavião Branco". Antes de morrer, profetiza a destruição de seu povo pelos brancos.
- Japi: cão de Martim. "Japi" é um dos nomes dados à espécie de pássaros Cacicus cela.

## Gênero literário

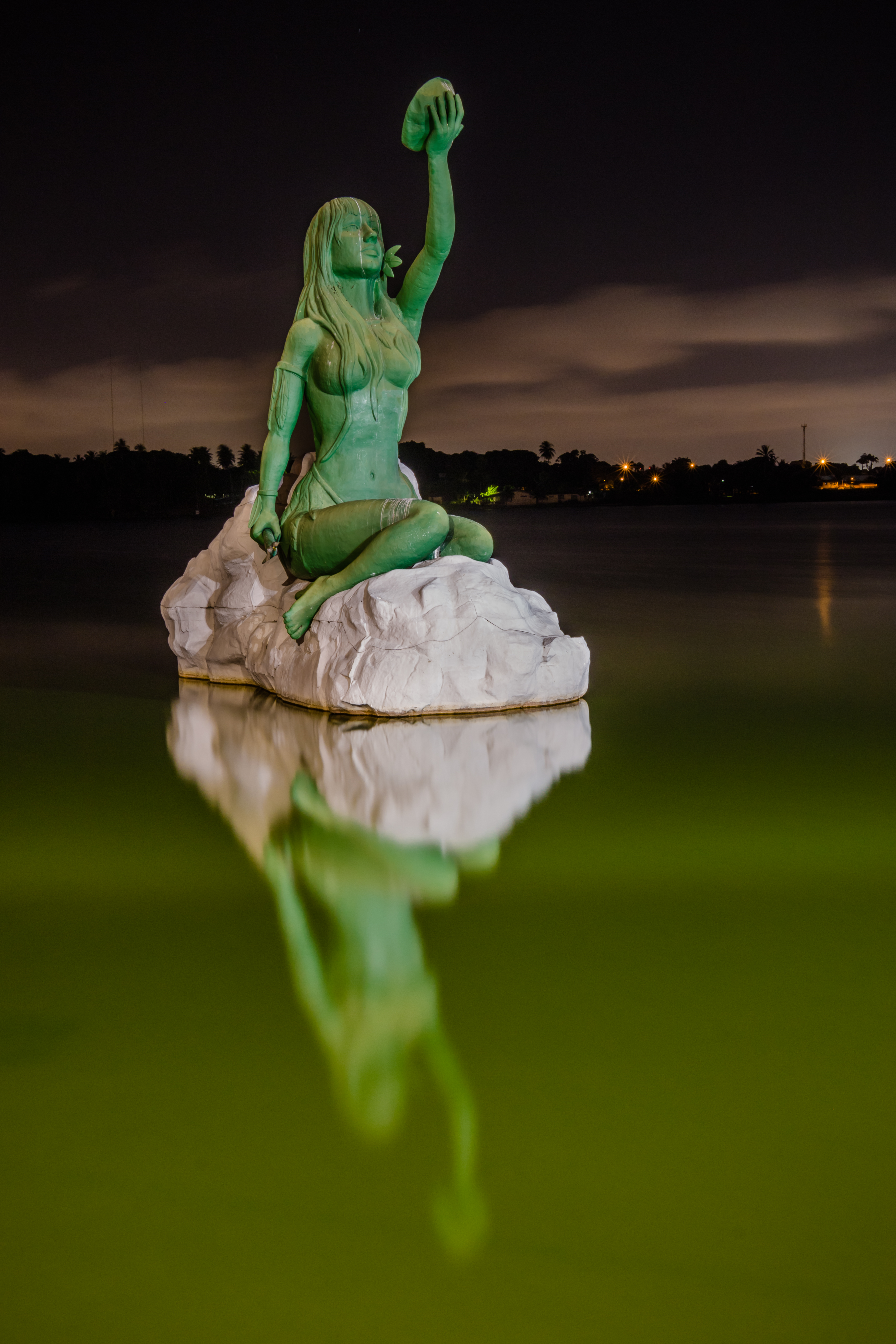
Estátua de Iracema na Lagoa da Messejana

Para José de Alencar, como explicita o subtítulo de seu romance, Iracema é uma "Lenda do Ceará". É também, segundo diferentes críticos e historiadores, um poema em prosa, um romance poemático, um exemplo de prosa poética, um romance histórico-indianista, uma narrativa épico-lírica ou mitopoética. Cada uma dessas definições põe em relevo um aspecto da obra e nenhuma a esgota: a lenda, a narrativa, a poesia, o heroísmo, o lirismo, a história, o mito.
O encontro da natureza (Iracema) e da civilização (Martim) projeta-se na duplicidade da marcação temporal. Há, em Iracema, um tempo poético marcado pelos ritmos da natureza e pela percepção sensorial de sua passagem (as estações, a Lua, o Sol, a brisa), que predomina no corpo da narrativa, e um tempo histórico, cronológico. O tempo histórico situa-se nos primeiros anos do século XVII, quando Portugal ainda estava sob o domínio espanhol (União Ibérica), e, por forças da união das coroas ibéricas, a dinastia castelhana ou filipina reinava em Portugal e em suas colônias ultramarinas.
A ação inicia-se entre 1603 e o começo de 1604, e prolonga-se até 1611. O episódio amoroso entre Martim e Iracema, do encontro à morte da protagonista, dá-se em 1604 e ocupa quase todo o romance, do capítulo II ao XXXII. A valorização da cor local, do típico, do exótico, inscreve-se na intenção nacionalista de embelezar a terra natal por meio de metáforas e comparações que ampliam as imagens de um Nordeste paradisíaco, primitivo. É o Nordeste das praias e das serras (Ibiapaba), dos rios (Parnaíba e Jaguaribe) e da Bica do Ipu ou "bica".

## Adaptações
A personagem que dá nome ao livro é tema de várias pinturas e esculturas no Brasil.

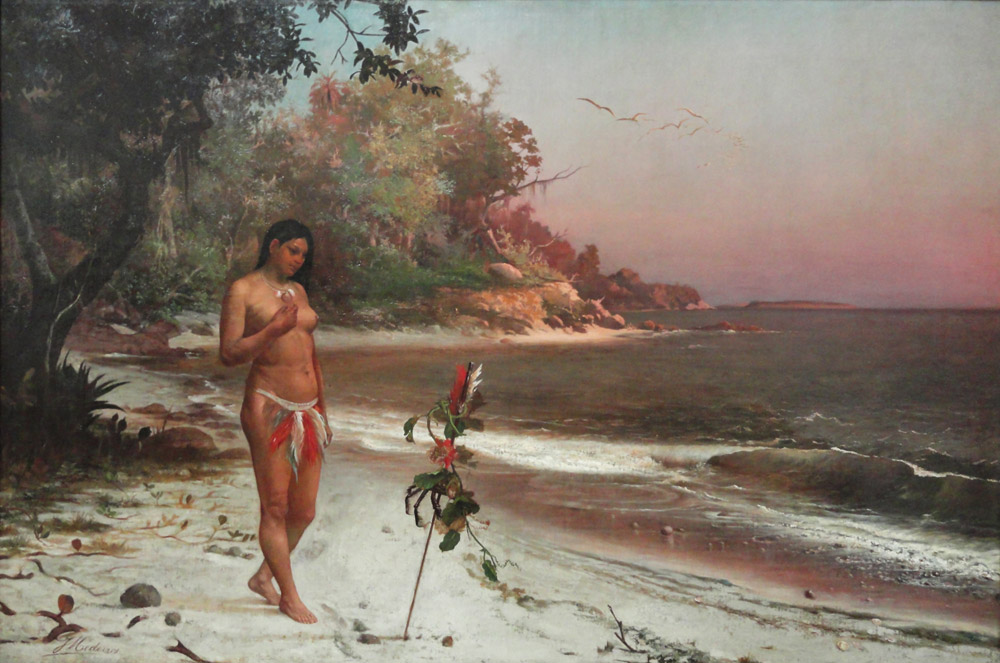
Iracema (1884), por José Maria de Medeiros (1849-1925)
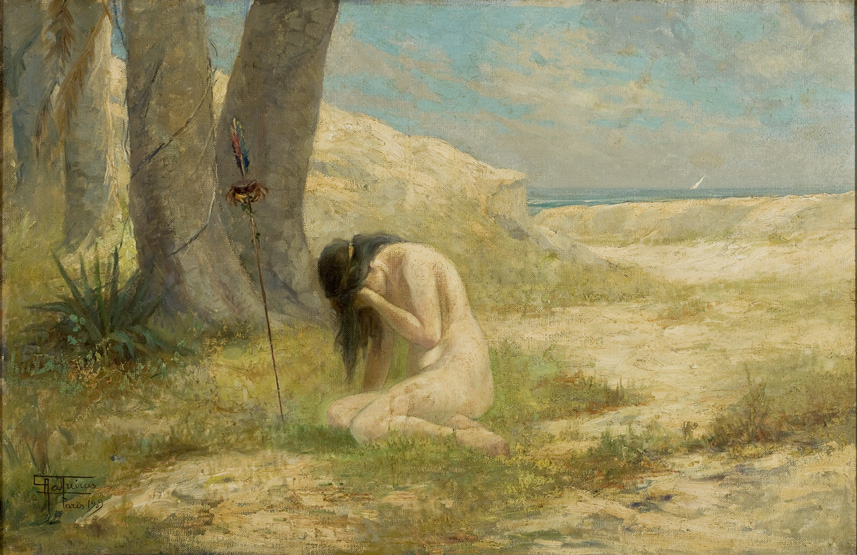
Iracema (1909), por Antônio Parreiras (1850-1937)
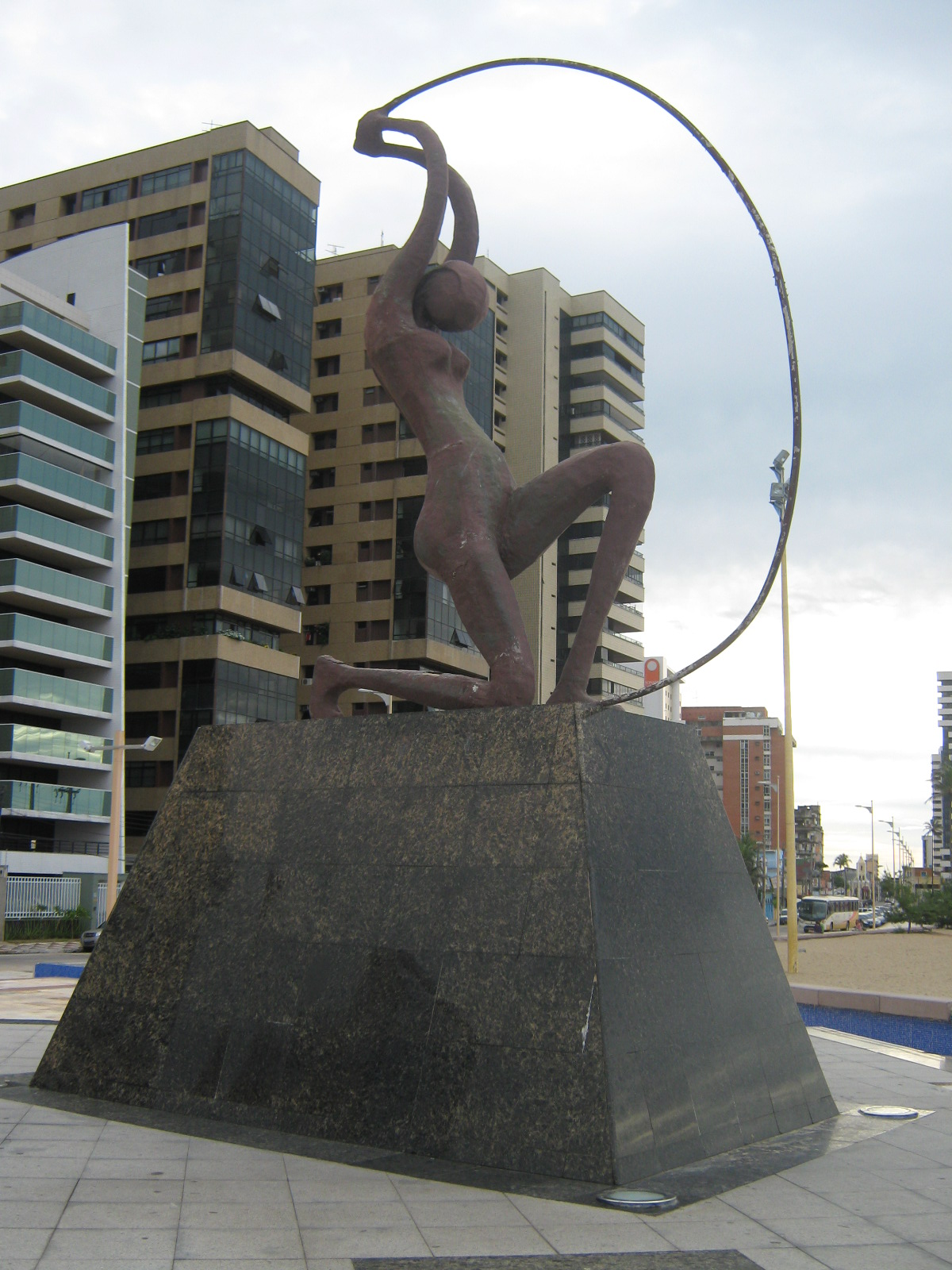
Estátua de Iracema (1996) na praia de Iracema, em Fortaleza, no Ceará
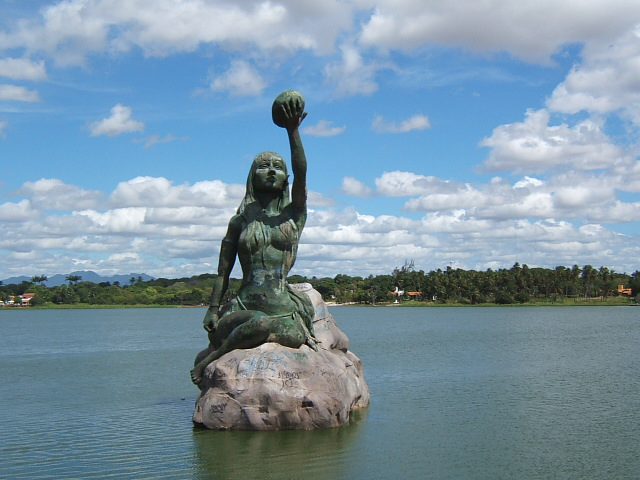
Estátua de Iracema (2004)[7] na Lagoa da Messejana, em Messejana, em Fortaleza, no Ceará. A modelo da estátua é a ex-BBB e hoje pastora evangélica Natália Nara.

Em 1951, pela Editora Brasil-América Limitada, André Le Blanc ilustrou uma adaptação de Iracema. Em 1957, Gedeone Malagola adaptou o romance para a revista Vida Juvenil da editora Vida Doméstica, para a mesma revista também adaptou O Guarani e Ubirajara.
A história foi transformada em poesia de cordel por Alfredo Pessoa Lima e Stelio Torquato Lima.
O romance foi adaptado em 1917 como um filme mudo dirigido por Vittorio Capellaro e estrelado por Iracema de Alencar, e em 1949 como um filme dirigido por Vittorio Cardineli e Gino Talamo, estrelado por Ilka Soares. Em 1979, lançou-se o filme Iracema, a Virgem dos Lábios de Mel, dirigido pelo cineasta Carlos Coimbra.
Em 2017, a escola de samba Beija-Flor apresentou o enredo "A Virgem dos lábios de mel - Iracema", baseado no livro.

## Traduções
A obra foi traduzida para alguns idiomas:
| Idioma    | Título(s)                                   | Tradutor(a)                                 | Dados de publicação                                   |
| --------- | ------------------------------------------- | ------------------------------------------- | ----------------------------------------------------- |
| Inglês    | Iraçéma, the honey-lips: a legend of Brazil | Lady Isabel Burton                          | London: Bickers, 1886.                                |
| Inglês    | Iracema: a novel                            | Clifford E. Landers                         | Oxford; New York: Oxford University Press, 2000.      |
| Espanhol  | Iracema                                     | María Torres Frias                          | Buenos Aires: Ferrari, 1944.                          |
| Espanhol  | Iracema: leyenda de Ceará                   | Félix E. Etchegoyen                         | Madrid: Cupsa, 1984.                                  |
| Espanhol  | Iracema                                     | José Luis Sánchez                           | Barcelona: Obelisco, 2000.                            |
| Latim     | Iracema                                     | Remígio Fernandez e Heloísa Coelho de Souza | Belém: Oficial, 1950.                                 |
| Esperanto | Iracema: legendo pri Cearao                 | Benedicto Silva                             | Rio-de-Ĵanejro: Kultura Koop. de Esperantistoj, 1974. |
| Russo     | Ирасема: повесть (Irasema: povest')         | Inna Tynjanova                              | Moskva: Izd. Chudozestvennaja Literatura, 1989.       |